# Telmatoscopus bulbulus
Telmatoscopus bulbulus és una espècie d'insecte dípter pertanyent a la família dels psicòdids.

## Descripció
- Mascle: sutura interocular lleugerament arquejada; front amb una àrea trapezoïdal pilosa i una franja també de pèls que s'estén fins a la sutura interocular; palps grans; antenes d'1,47 mm de longitud i amb l'escap una mica més llarg que el pedicel; tòrax sense patagi; ales amples, de 2,17 mm de llargària i 0,97 d'amplada, sense marques, acabades en punta apicalment i amb la vena subcostal recta; edeagus allargat, de color fosc i amb una extensió esvelta, pàl·lida i apical.
- La femella no ha estat encara descrita.
- Té semblances amb Telmatoscopus amplena per la seua grandària, els palps grans i l'edeagus fosc i allargat. No obstant això, hi ha diferències òbvies en els caràcters específics de cadascuna d'aquestes estructures per distingir fàcilment totes dues espècies.[3]

## Distribució geogràfica
Es troba a les illes Filipines (Mindanao) i Nova Guinea.